# Samuel Ritter
Samuel Ritter (* 30. Mai 1624 in Halle (Saale); † 19. November 1657 ebenda) war ein deutscher Rechtswissenschaftler.

## Leben
Der Sohn des Assessors am Schöppenstuhl in Halle und Magdeburgischen Landsyndikus Samuel Ritter (* 16. Juni 1597 in Eisleben; † 27. Juni 1647 in Halle), hatte durch seinen Vater bereits eine gute Ausbildung vermittelt bekommen. Nach dem Erwerb der Hochschulreife, hatte er seine akademischen Studien an der Universität Leipzig begonnen, war am 20. Juni 1642 an die Universität Wittenberg gegangen und hatte dort 1644 den höchsten philosophischen Grad eines Magisters erworben. Um sich nach dem Vorbild seines Vaters zum Juristen ausbilden zu lassen, setzte er im Anschluss seine Studien in Leipzig fort. 1647 verließ er Sachsen nahm von seinem Vater Abschied, um in Hamburg die Kinder des Patriziers Dietrich Langermann zu unterrichten. Erst als er die Kunde vom Tod seines Vaters erhielt, kehrte er in seine Heimat zurück.
Er widmete sich in der Folge dem akademischen Leben. Dazu hatte er sich am 5. Mai 1648 Lizentiat der Rechte in Wittenberg erworben, wurde 1651 Ratsherr in Wittenberg und wurde am 13. Dezember 1652 zum ordentlichen Professor der Institutionen ernannt. Daneben war er Assessor am Wittenberger Hofgericht und an der juristischen Fakultät geworden. Um die ihm übertragenen Aufgaben erfüllen zu können promovierte er am 18. Januar 1653 zum Doktor der Rechte und war im Sommersemester 1657 Rektor der Alma Mater. Ritter, der nach seiner Promotion erkrankte, litt auch in der Folgezeit an jener Krankheit. Nach der Amtszeit seines Rektorats wollte er seine Heimatstadt besuchen, wo er starb. Sein Leichnam wurde nach Wittenberg überführt und dort beigesetzt.

## Werke (Auswahl)
- (Als Respondent) Disputatio Juridica de concursu et cumulatione actionum.Röhner, Wittenberg 1646. (Digitalisat)
- Disputatio inauguralis de exceptionibus. (Resp. Christian Taubmann) Röhner, Wittenberg 1658. (Digitalisat)
- Dissertatio juridica De appellationibus. (Resp. Busso Maschovius) Röhner, Wittenberg 1649. (Digitalisat)
- Collegii Contractuum Et Obligationum Publici, Disputatio Prima De Contractibus Et Obligationibus In Genere. (Resp. Valentin Forgacz) Röhner, Wittenberg 1650. (Digitalisat)
- In obitum immaturum Viri Consultissimi Dn. Samuelis Ritteri Hala-Saxonis Collegae Coniunctissimi ... Decanus, Senior, Et Reliqui Doctores Facultatis Iuridicae. Wittenberg 1657
- Dissertatio Iuridica De Iure Naturali Gentium Et Civili Quam ... consensu Magnifici ICtorum ordinis, sub Praesidio ... Dn. Samuelis Ritteri ... Publico Eruditorum Examini subiicit Conradus Gantzland Hala-Saxo Ad diem Novemb. In Auditorio ICtorum. (Resp. Conrad Gantzland) Röhner, Wittenberg 1654. (Digitalisat)
- De Apostolis Consentiente Amplissimo ICtorum Collegio, Praeside ... Dn. Samuele Rittern ... disputabit Gottfried Herwig/ Ascan. Saxo. ad d. Febr. Witteberg 1654